# Acacia fimbriata
Acacia fimbriata — вид квіткових рослин з родини бобових. Ареал: Австралія (Квінсленд, Новий Південний Уельс); інтродукція: Індія, Нова Зеландія, ПАР.

## Середовище проживання
Він зустрічається на вологих місцях біля струмків, на узбіччях тропічних лісів, схилах пагорбів у евкаліптових лісах або відкритих лісах.

## Біоморфологічна характеристика
Це кущ або дерево заввишки до 6 метрів. Має кутасті або приплюснуті гілочки та лінійні філодії вузькоеліптичної або вузьколанцетної форми, прямі або дуже злегка зігнуті, 2–5 см завдовжки і 2–7 мм завширшки. Цвіте з липня по листопад, утворюючи суцвіття групами від 8 до 25, розташованих у пазушних китицях. Кулясті квіткові голови мають діаметр від 3 до 5 мм і містять від 10 до 20 яскраво-жовтих або іноді блідо-жовтих квіток. Голі стручки плоскі та прямі або злегка вигнуті, мають довжину від 3 до 9.5 см і ширину від 5 до 8.5 мм. Злегка блискуче чорне насіння розташоване в стручках поздовжньо, має довгасто-еліптичну форму і довжину 4–5 мм.

## Використання
Вид поширений у вирощуванні в Австралії.